# Кастельно-Барбаран
Кастельно́-Барбара́н (фр. Castelnau-Barbarens) — коммуна во Франции, находится в регионе Юг — Пиренеи. Департамент — Жер. Входит в состав кантона Сарамон. Округ коммуны — Ош.
Код INSEE коммуны — 32076.

## География
Коммуна расположена приблизительно в 600 км к югу от Парижа, в 60 км западнее Тулузы, в 14 км к юго-востоку от Оша.
По территории коммуны протекает река Арратс.

## Климат
Климат умеренно-океанический. Лето жаркое и немного дождливое, температура часто превышает 35 °С. Зимой часто бывает отрицательная температура и ночные заморозки. Годовое количество осадков — 700—900 мм.

## Население
Население коммуны на 2010 год составляло 497 человек.
| 1962 | 1968 | 1975 | 1982 | 1990 | 1999 | 2010 |
| ---- | ---- | ---- | ---- | ---- | ---- | ---- |
| 590  | 525  | 421  | 432  | 414  | 451  | 497  |

## Администрация
| Период | Период | Фамилия       | Партия                              | Примечания |
| ------ | ------ | ------------- | ----------------------------------- | ---------- |
| 1995   | 2001   | Даниэль Жест  | Союз за французскую демократию      |            |
| 2001   | 2020   | Мишель Бюрган | Французская коммунистическая партия |            |

## Экономика
В 2010 году среди 323 человек трудоспособного возраста (15-64 лет) 246 были экономически активными, 77 — неактивными (показатель активности — 76,2 %, в 1999 году было 74,0 %). Из 246 активных жителей работали 229 человек (130 мужчин и 99 женщин), безработных было 17 (6 мужчин и 11 женщин). Среди 77 неактивных 18 человек были учениками или студентами, 41 — пенсионерами, 18 были неактивными по другим причинам.

## Фотогалерея

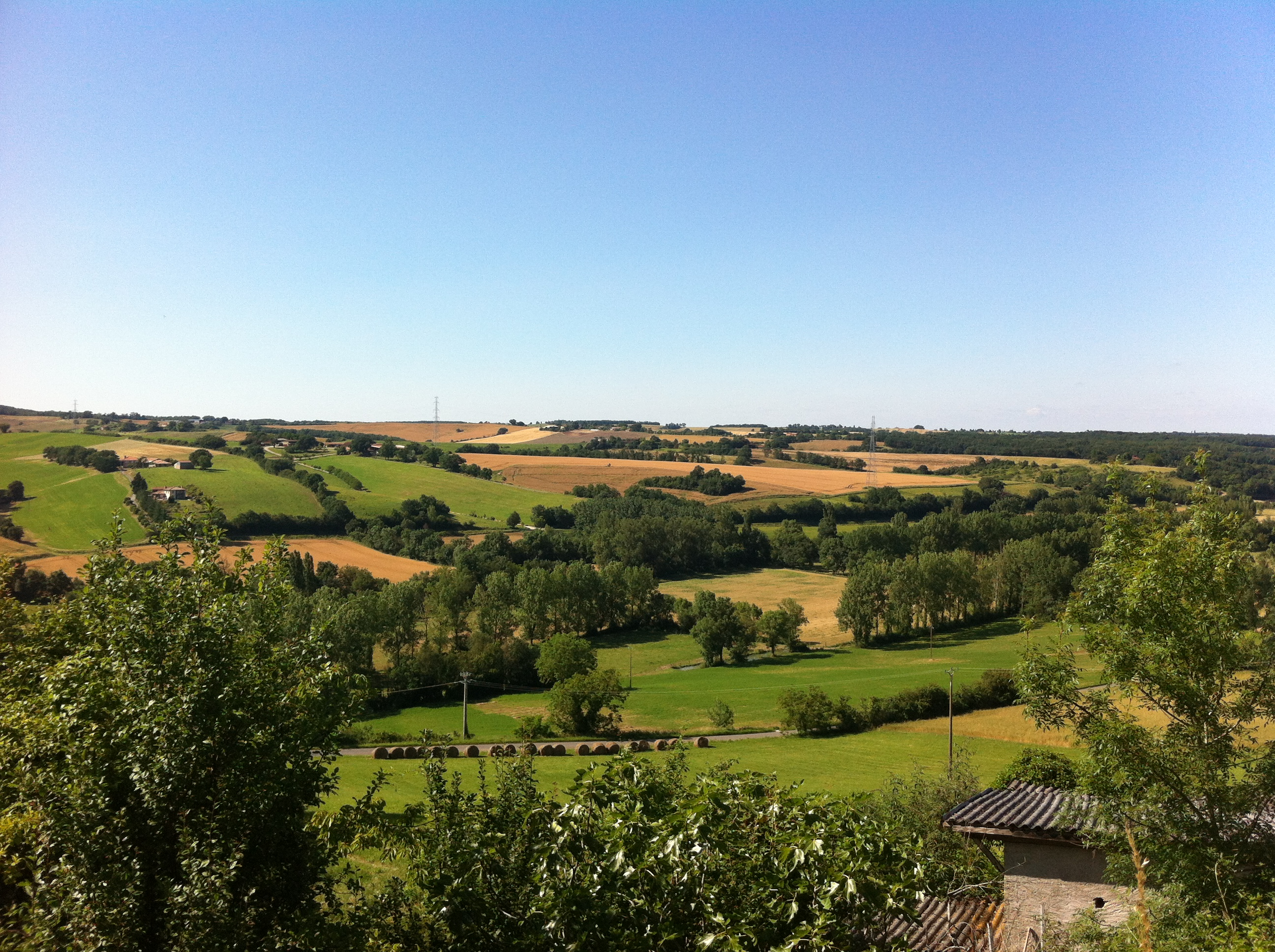
Кастельно-Барбаран
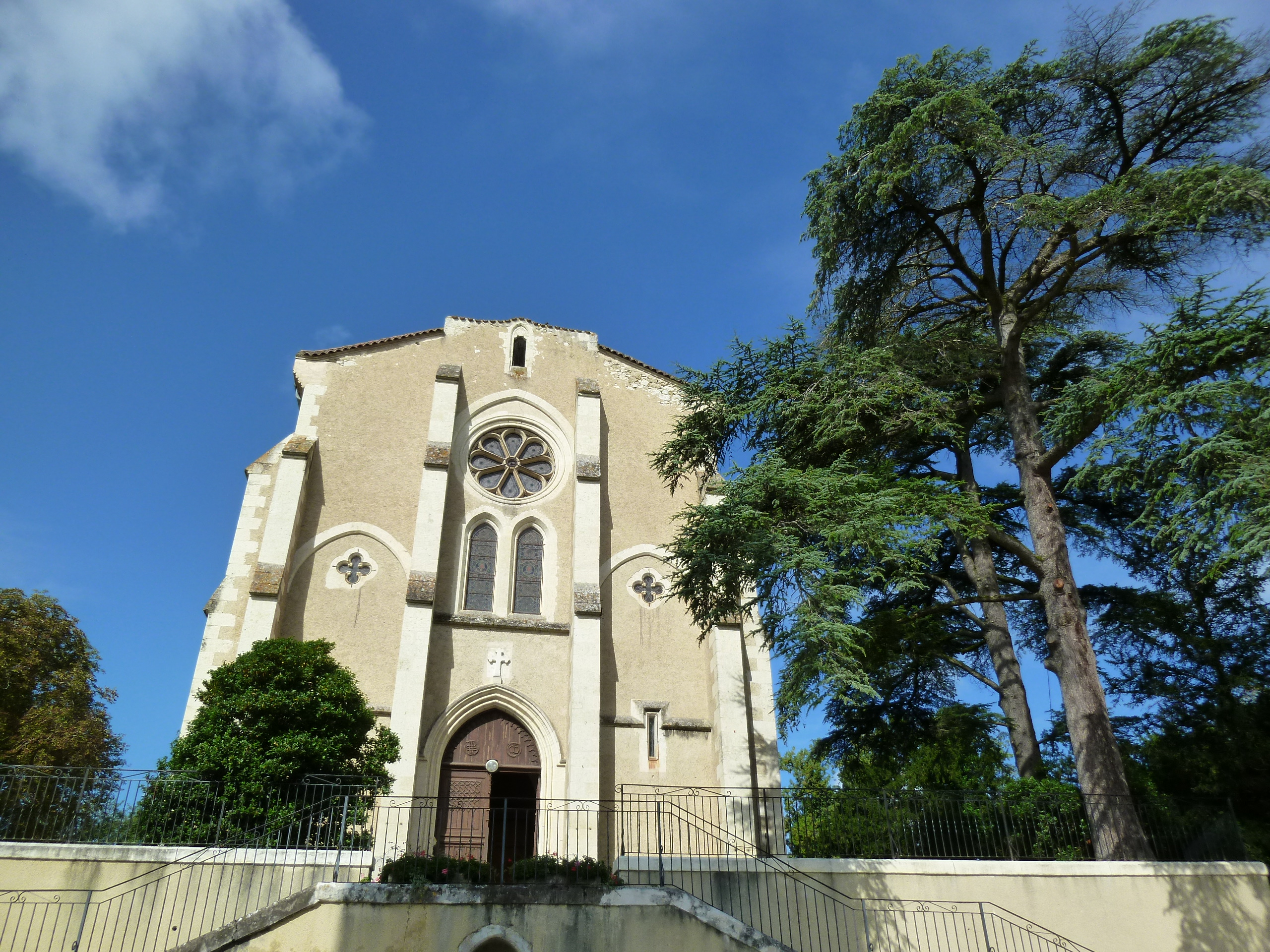
Церковь Св. Квитерия
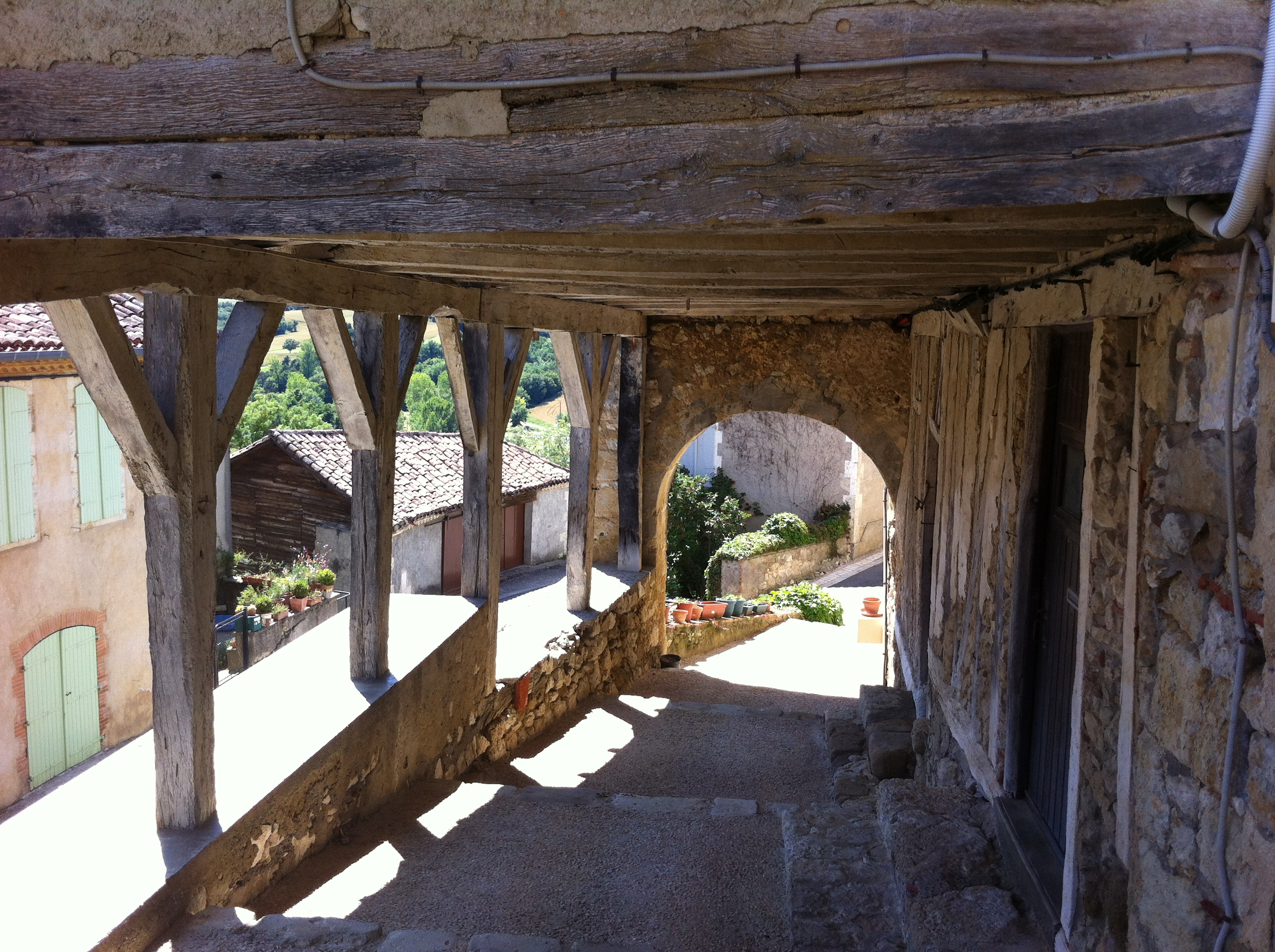
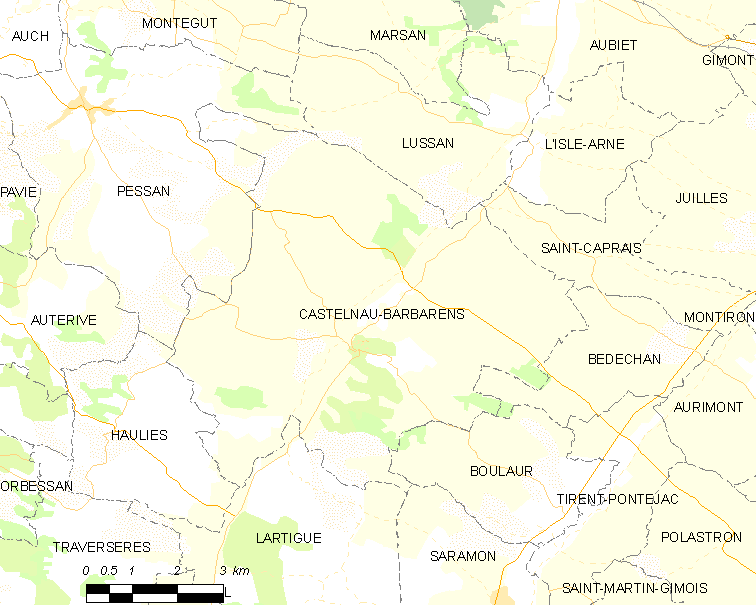
Карта коммуны

## Известные уроженцы и жители
- Эдуард Ларте (1801 — 1871) — французский юрист и палеонтолог, основатель палеонтологии человека, первооткрыватель Ориньякской культуры.